# Lasioglossum eurycephalum
Lasioglossum eurycephalum là một loài Hymenoptera trong họ Halictidae. Loài này được Walker mô tả khoa học năm 1995.

## Hình ảnh

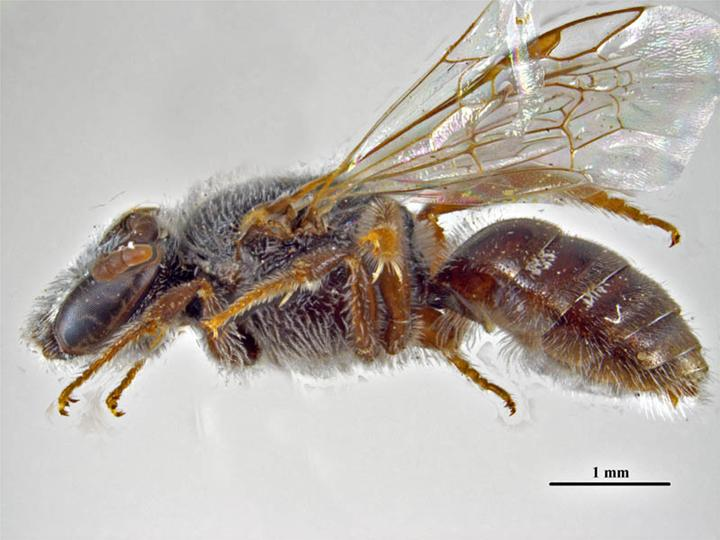